# 梁純夫
梁純夫（？—？），清朝官員，

## 生平
梁純夫於1881年上任台灣府南路撫民理番同知，接替袁聞拆，隸屬於台灣道台灣府，為台灣清治時期的重要地方官員，官職品等則為正五品，駐紮台東卑南的台灣理番撫民同知官職專司負責東台灣治安與原住民事務。